# Hirschstein
Hirschstein é um município da Alemanha, situado no distrito de Meißen, no estado da Saxônia. Tem 34,46 km² de área, e sua população em 2019 foi estimada em 1.950 habitantes.